# Municipio de Montville (condado de Geauga)
El municipio de Montville (en inglés: Montville Township) es un municipio ubicado en el condado de Geauga en el estado estadounidense de Ohio. En el año 2010 tenía una población de 1991 habitantes y una densidad poblacional de 31,19 personas por km².

## Geografía
El municipio de Montville se encuentra ubicado en las coordenadas 41°36′8″N 81°3′14″O / 41.60222, -81.05389. Según la Oficina del Censo de los Estados Unidos, el municipio tiene una superficie total de 63.83 km², de la cual 62,66 km² corresponden a tierra firme y (1,83 %) 1,17 km² es agua.

## Demografía
Según el censo de 2010, había 1991 personas residiendo en el municipio de Montville. La densidad de población era de 31,19 hab./km². De los 1991 habitantes, el municipio de Montville estaba compuesto por el 97,19 % blancos, el 0,95 % eran afroamericanos, el 0,05 % eran amerindios, el 0,2 % eran asiáticos, el 0,1 % eran de otras razas y el 1,51 % eran de una mezcla de razas. Del total de la población el 0,65 % eran hispanos o latinos de cualquier raza.